# 地塁

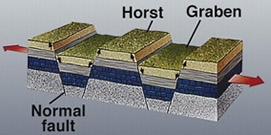
地塁 (Horst) と地溝 (Graben)

地塁（ちるい、独: Horst）とは、ほぼ平行に走る複数の断層によって区切られ、両側に対して相対的に隆起し、山地・台地など凸状の地形を呈する地塊もしくはその地形のこと。断層地塊の両側面は断層崖で構成されている。地溝 (Graben) の対語で、ドイツ語のホルスト（Horst）に由来し、英語やフランス語でもホルスト（horst）と表記される。基本的に正断層によるものであり、地溝と連続しているケースも少なくない。山地を形成する地塁を地塁山地、脈状に連続するものを地塁山脈という。

## 成因
地殻表面部の隆起と断裂によって形成されたと考えられる。ほぼ平行する2断層の両側の地域が陥没し、間に挟まれた部分が一段と高くなっている。堤防状を呈するため、土木工学では地堤（ちてい）ともいう。

## 地塁の例
世界的には、ドイツのシュヴァルツヴァルトやアメリカ合衆国のベイスン・アンド・レンジの例が知られている。東アジアでは、モンゴルと西シベリアにまたがるアルタイ山脈やカザフスタン、キルギス、中国の国境地帯につらなるテンシャン山脈は地塁山脈の例である。
日本では、木曽山脈、比良山地、生駒山地、鈴鹿山脈、笠置山地、嶺岡山地、阿武隈山地、亘理地塁山地、対馬などの例がある。